# Rufin Pilatowski
Rufin Pilatowski (ur. 8 listopada 1876, zm. 5 maja 1939 w Poznaniu) – polski działacz gospodarczy.

## Życiorys
Urodził się 8 listopada 1876. Uczył się w gimnazjum św. Marii Magdaleny. Odbył studia handlowe. Od 1899 do końca życia pracował w Banku Związku Spółek Zarobkowych w Poznaniu, którego pod koniec 1918 został dyrektorem oddziału głównego oraz pełnił także funkcję prezesa rady nadzorczej. Był także wiceprezesem Rady Giełdy Pieniężnej w Poznaniu, członkiem i sekretarzem rady nadzorczej SA Centrali Rolników, przez ok. 30 lat członkiem zarządu Teatru Polskiego w Ogrodzie Potockiego SA w Poznaniu, członkiem i sekretarzem rady nadzorczej Spółki Osadniczej w Sanoku, członkiem rady nadzorczej Spółdzielni Kredytowej Właścicieli Domów stołecznego miasta Poznania, Spółdzielni Pracowników Banku Związku Spółek Zarobkowych. Od 1928 był członkiem Komisji Rozbudowy Miasta w Poznaniu.
11 listopada 1937 został odznaczony Krzyżem Kawalerskim Orderu Odrodzenia Polski.
Zmarł 5 maja 1939 w Poznaniu. Został pochowany 8 maja 1939 na tamtejszym cmentarzu świętomarcińskim.